# Santa Teresa Plaza w Barakaldo
Santa Teresa Plaza (pol. Plac św. Teresy) – plac w Hiszpanii, w Kraju Basków, w mieście Barakaldo, o powierzchni około 3300 m². Jednym z budynków przylegających do pierzei placu jest kościół parafialny pw. św. Teresy od Dzieciątka Jezus.
Na placu znajduje się stacja metra linii 2.

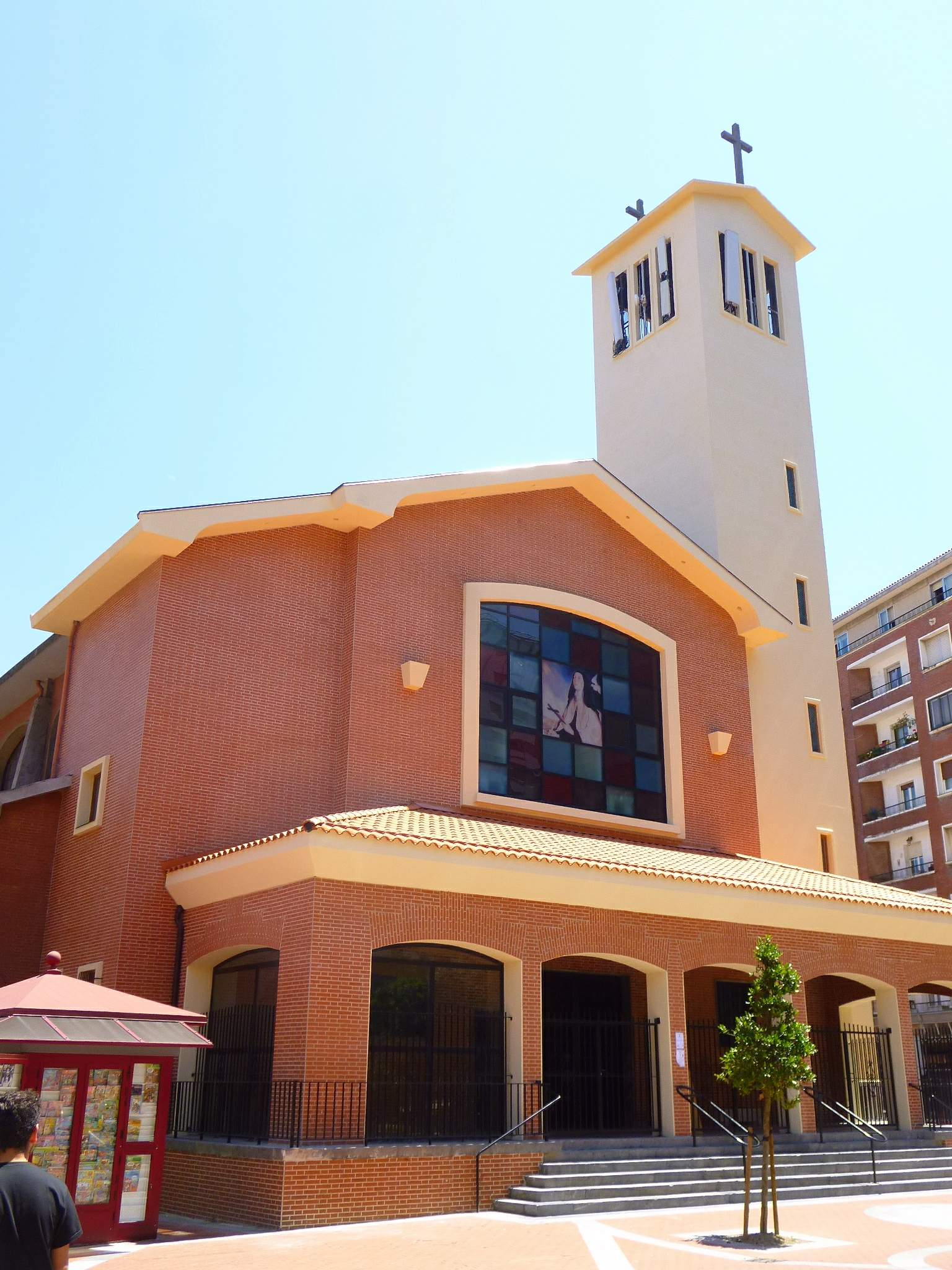
Kościół św. Teresy